# Острів Оук

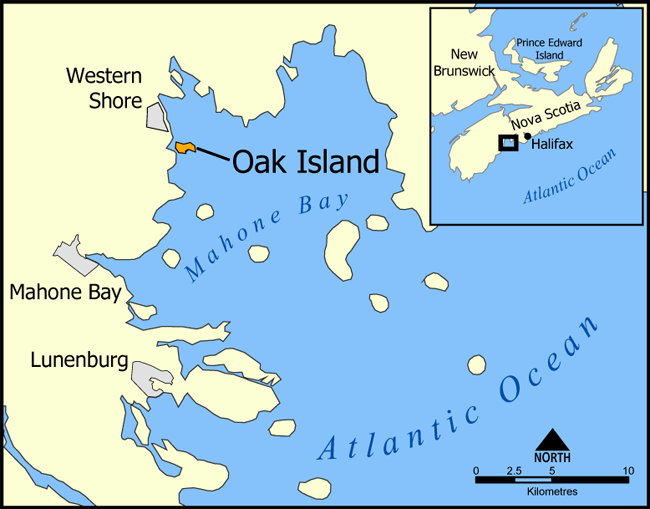
Острів Оук, Нова Шотландія

Острів Оук (анг. Дубовий острів)  — невеликий (1,6 км у довжину, 1 км в ширину, площа 0,57 км²) острівець біля узбережжя Нова Шотландія, Канада. Це один із 360 островів та острівців у величезній затоці Махоне в акваторії Атлантичного океану. Найвища точка острова сягає 11 метрів над рівнем моря. Острів Оук відомий розташованою там «Грошовою шахтою» — місцем, яке досліджували численні шукачі скарбів. І є однією з найвідоміших точок пошуку скарбів у Світі, дослідження на острові тривають періодично з середини XIX століття. Сьогодні острів перебуває у приватній власності, і для відвідування потрібен дозвіл на в'їзд.
Острів є дуже популярним туристичним об'єктом, щорічно на острів прибувають десятки тисяч туристів із всього Світу. Таємниця острова протягом віків не дає спокою провідним мислителям інтелектуалам світу, наприклад в пошуках скарбу на острові брав участь Франклін Рузвельт. Шукачі не можуть поки що зробити остаточний висновок щодо загальної глибини шахти навіть застосовуючи сучасні технології. Діаметр шахти складає приблизно 3,65 метра.
За весь час пошуку скарбів на острові дослідниками була зроблена одна офіційно підтверджена цінна знахідка це одна мідна іспанська монета 1652 року випуску номіналом 8 мараведі.

## Відкриття
У 1857 р. газета «Novascotian» повідомила, що в 1795 році на острові Оук група підлітків виявила таємничий колодязь діаметром три метри, засипаний землею та щебенем. Поруч ріс розлогий дуб, а корабельний вітрильний пояс був прикріплений до зрізаної гілки безпосередньо над «криницею». Подумавши що в криниці можливо був закопаний піратський скарб, наприклад пірата Вільяма Кідда що був страчений у Лондоні в 1701 році, хлопці почали копати в глибину шахти. На глибині близько метра вони натрапили на шар плоских каменів, а на 3 метри глибше — на дерев'яну кладку з дубових колод товщиною 10 см. Хлопці помітили, що на стінах шахти були добре помітні сліди ударів від гірничих інструментів. Ще через 3 метри вони виявили ще один рівень щільної дубової кладки і відмовились від подальших пошуків піратського скарбу.

### Подальша історія дослідження шахти
Як повідомляється, у 1803 році пошуками скарбу зайнялася компанія Onslow, співробітники якої викопали глибину шахти до 27 метрів 43 сантиметрів, копачі знаходили дубові кладки кожні 3 метри. Або інколи ознаки, того що тут раніше була кладка, але потім згнила. А на глибинах 12, 15 та 18 метрів були шари
деревного вугілля та кокосового волокна. Згідно з іншою статтею з преси приблизно на 27 метрах землекопи знайшли великий камінь з деякими
зашифрованими написами. Одного разу ствол шахти несподівано заповнився водою на висоту до 10 метрів від вершини колодязя. Через те, що відкачка не допомогла (рівень води залишився колишнім), компанія «Онслоу» відмовилася від подальших пошуків.
У 1849 році група з кількох зацікавлених людей заснувала компанію Truro (перший документ цього часу доводить, що компанія Truro придбала права на розвідку у власників землі на острові, серед яких було принаймні двоє з перших трьох дослідників шахти), і вони знову почали досліджувати шахту за допомогою бурового обладнання. Згідно з повідомленнями того часу, дослідники пробили свердлом шахту на глибину 30 метрів, цього разу вони натрапили на кладку з ялина, 30 см вільного простору, 56 см шар «металевої стружки», 10 см шар дуба, ще один шар ялини і, нарешті натрапили на шар глини, яку було просвердлено на глибину 210 см. Після подолання цих шарів вдалося дійти до камери, де було кілька ящиків, на жаль, надзвичайно сильний приплив зруйнував дамбу, побудовану через затоку, що межує з грошовою ямою, і компанія Truro більше не мала грошей на продовження роботи. Подальші експедиції не знайшли вищезазначених ящиків, а лише ще більше розширили отвір (розкопуючи бічні поверхні валами) намагаючись пробити дорогу до бажаних скарбів.
Пізніше дослідники побудували подібну до першої дамбу в затоці Сміта (на сьогодні не видно слідів цієї дамби), щоб запобігти затопленню шахти морем, і, як повідомляється, виявили похилі тунелі, побудовані для захисту прихованого скарбу. Їх побудова була дуже складним процесом для того часу, що ставить питання того кому потрібно було аж на стільки ускладнювати проект шахти.

### Задокументовані дослідження
У 1861—1864 роках на острові шукала скарби «Асоціація Дубових островів», що врешті-решт призвело до того, що дно валу впало в порожню печеру внизу. Після вибуху парового котла водяного насоса та вичерпання коштів компанія збанкротувала. Єдиним досягненням цієї пошукової експедиції було вилучення зразка пергаменту з глибини 68 метрів з буквами «V I», але пергамент також був втрачений.
Подальші дослідження були проведені в 1866, 1893, 1909, 1931, 1935—1936 і 1959 рр. — розвідники пробурили кілька (а то й десяток) додаткових свердловин біля першого оригіналу, але всі спроби закінчились безуспішно. Крім того, видобутий матеріал було скинуто недбало і випадково, що повністю змінило оточення місця первинного пошуку, це заважало подальшим пошукам. Серед шукачів скарбів у шахті були широко відомі люди, такі Джон Уейн або Франклін Делано Рузвельт.
У 1965 році промисловець Роберт Данфілд орендував острів та привіз на нього великий екскаватор. Для цього довелося побудувати широку дорогу, яка зробила Острів Оук вже не островом і розкопав всю територію в межах з 30 метрів і до глибини 43 метри. На жаль, він нічого не знайшов і лише унеможливив дослідження слідів попередніх розкопок, хоча і збереглися фото місцевості острова зроблені до 1965 року, за якими можна реконструювати місцевість біля шахти на період фото.
Інша експедиція оголосила, що в 1969 році телевізійна камера, опущена в нещодавно виявлену печеру, показувала обриси деяких «коробок», людських останків, інструментів. Однак зображення було розмитим і важким для читання. Незабаром після цього вал знову завалився і роботи були припинені.
У квітні 2006 року група американських бізнесменів з Мічигану придбала острів за невідому суму, вони оголосили, що скарб буде знайдено, але на жаль дозвіл від провінції Нова Шотландія на пошуки вони отримали тільки 15 липня 2010 року.
За непідтвердженими даними, єдиною людиною, яка нібито знайшла що-небудь надзвичайно цінне (крім одної іспанської монети що знайдена офіційно), була людина на ім'я Джеймс Пітбладо. Нібито в 1849 році він підняв щось із дна траншеї і поклав у кишеню. Пізніше того ж дня він покинув острів, нікому не розповідаючи, що знайшов. Пізніше він спробував придбати Дубовий острів, але, як повідомляється, загинув в аварії на шахті.
В ХХ столітті, у результаті проведення радіовуглецевого аналізу кладки та колод шахти, стало відомо, що більша частина будівельних робіт під землею здійснювалися в період 1660—1700 років.
Але це трохи йде в розріз з дослідженням дубів з шахти острову, проведений канадськими експертами-лісівниками, дозволяє стверджувати, що грошова шахта була побудована між 1700 і 1750 роками..
Можна зробити вірогідний висновок про побудову шахти близько 1700 року. Можливо процес побудови шахти розтягнувся на роки або навіть десятиліття. Тим паче враховуючи примітивність інструментів того історичного періоду. Навряд-че в будівництві була задіяна велика кількість людей, бо в такому разі зберегти таємницю було майже неможливо. Також слід також повторити що за весь час пошуку скарбів на острові дослідниками була знайдена одна мідна іспанська монета 1652 року випуску номіналом 8 мараведі. Це тільки підтверджує зазначену гіпотезу.

## Основні версії
Існує цілий список версій того хто і що міг сховати посеред острова Оук. Далеко не всі вони стверджують що в шахті схований скарб. Всі версії можна перелічити приблизно за кількістю прихильників серед дослідників.
Перша версія, найпростіша і найбільш поширена стверджує що скарби піратів. Згідно з цією версією, є два основні претенденти — капітан Кідд чи Едвард Тіч що мав прізвисько Чорна борода. Не випадково маленька бухта на острові називається бухтою контрабандистів. Ось тільки заявляється питання чи могли імпульсивні та марнотратні пірати що жили філософією «одного дня», витратити багато часу та сил на складне і затратне будівництво складних сховищ під землею, для своїх коштовностей.
Друга версія стверджує що в шахті заховані скарби інків, що були переправлені на північ американського континенту під час жорстокого і нищівного завоювання Імперії інків воїнами Франсіско Пісарро в першій половині XVI століття. Історичні хроніки повідомляють, про те що награбовані та привласненні конкістадорами скарби складали лише малу частину всього розлогого багатства Імперії інків. Постає питання куди ж поділася більшість скарбів інків? Логічно було приховати їх на Східному узбережжі Канади. І для цього відправити спеціальну таємну експедицію.
Відповідно до третьої версії, коштовності на острові сховали фанатичні ченці з Англії, а саме із Абатства святого Ендрю, що було розпущено англійським Парламентом у 1560 році. Ченці накопичували свої коштовності більше тисячі років та ховали їх в підземних сховищах, на зразок тих, що були виявлені на острові. Ці багатства не були знайдені на території Англії. Прихильники цієї версії стверджують що монахи могли перевезти коштовності через океан і сховати на острові біля узбережжя Канади, щоб вони не дісталися англійським монархам, які хотіли ними заволодіти для значного поповнення казни.
За четвертою версією, справа острова Оук не обійшлася без таємних організацій. Таємні організації потребували місць надійного схову власних цінностей. На їхню думку, дивні та заплутані конструкції знайдених шахт та тунелів могли бути створені тамплієрами (чи іншою таємною організацією), для яких острів міг бути віддаленою базою та секретним місцеперебуванням в дуже складні для організації часи. До цієї версії відноситься також таємниця Святого Ґралю, для якого острів Оук був би хорошим укриттям. Прихильники цієї версії роздумують яка саме організація могла викопати шахту на острові Оук. Інколи висуваються гіпотези що це могли бути масони чи ілюмінати або навіть впливові секти. Версія секти добре пояснює не раціональність спорудження аж такої складної системи схованки, а також парадоксально недбало захований вхід, який міг навіть використовуватися для ритуалів та не ховався «повністю», щоб назавжди безслідно злитися з навколишньою місцевістю і зробити віднайдення скарбу практично неможливим.
За п'ятої версії, у перші роки нищівної і жорстокої Французької революції 1789 року в шахті острова були приховані головні цінності королівського дому Бурбонів, що віками правив Францією. Ця легенда пов'язана із тим фактом, що керуючий справами королеви Марії Антуанетти отримав притулок від революціонерів у Канаді, що породило чутки про захований ним скарб. Взагалі
Марія-Антуанетта була помічена в значній кількості інтриг за що і потрапила в немилість до революціонерів які на початку революції не бачили в цій жінці значної загрози.
Шоста версія, згідно з нею будувати такі супер складні інженерні споруди під землею виключно для того, щоб приховати в них коштовності, не потрібна справа. І загадка шахти зовсім не в скарбах. З'являються навіть твердження про побудову шахти інопланетянами, невідомими науці цивілізаціями, містичними силами тощо.